# Añisoc
Añisoc är en ort i Ekvatorialguinea.   Den ligger i provinsen Provincia de Wele-Nzas, i den centrala delen av landet, 300 km sydost om huvudstaden Malabo. Añisoc ligger 456 meter över havet och antalet invånare är 10 191.
Terrängen runt Añisoc är huvudsakligen platt, men åt sydost är den kuperad. Runt Añisoc är det glesbefolkat, med 13 invånare per kvadratkilometer. Añisoc är det största samhället i trakten. I omgivningarna runt Añisoc växer i huvudsak städsegrön lövskog.